# 奥登林山县
奥登林山县（德語：Odenwaldkreis）是德国黑森州达姆施塔特行政区的一个县，得名于奥登林山，首府埃尔巴赫。

## 地理
奥登林山县北面与达姆施塔特-迪堡县，东面与巴伐利亚州的米尔滕贝格县，东南面与巴登-符腾堡州的内卡-奥登林山县，南面与巴登-符腾堡州的莱茵-内卡县，西南面和西面与贝格施特拉瑟县相邻。奥登林山县人口不足10万，是黑森州人口最少的县。